# Yuba City Racquet Club Challenger 2008
Lo Yuba City Racquet Club Challenger 2008, noto come Sunset Moulding YCRC Challenger 2008 per motivi di sponsorizzazione, è stato un torneo professionistico maschile di tennis facente parte della categoria ATP Challenger Series nell'ambito delle ATP Challenger Series 2008. È stata la 4ª edizione del torneo e si è svolta dal 2 all'8 giugno 2008 sui campi in cemento dello Yuba City Racquet Club di Yuba City, negli Stati Uniti.

## Vincitori

### Singolare
Michael Yani ha battuto in finale  Sam Warburg con il punteggio di 7–6(5) 2–6 6–3

### Doppio
Nick Monroe /  Michael Yani hanno battuto in finale  Jan-Michael Gambill /  Scott Oudsema con il punteggio di 6–4 6–4